# Brug 276

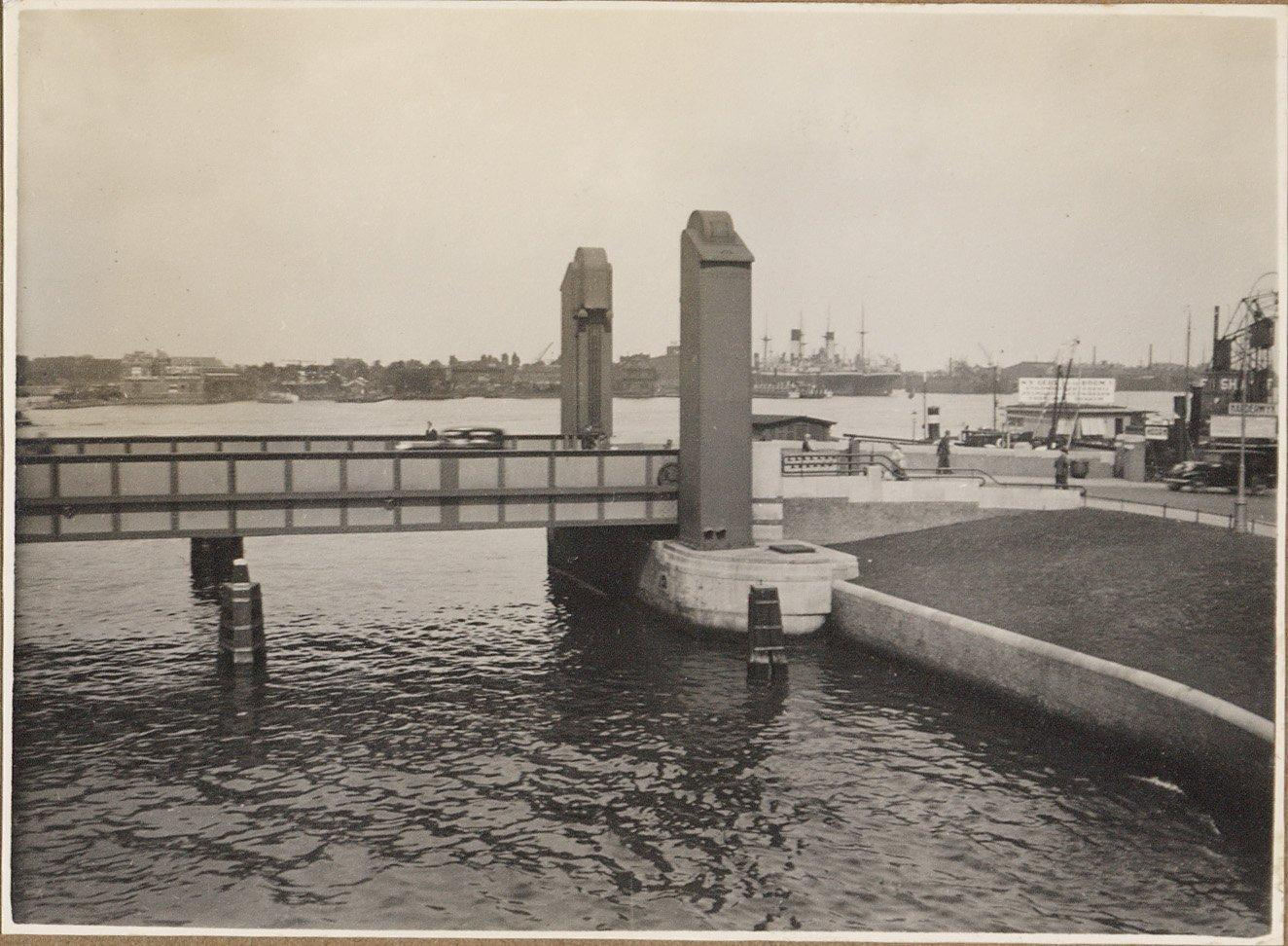
De hefbrug op haar oude plek (circa 1930).

Brug 276 is een voormalige brug in de De Ruijterkade in Amsterdam-Centrum.
De brug werd in 1876 gebouwd bij de aanleg van de stationseilanden van het Centraal Station voor het verkeer over de De Ruijterkade. De brug overspande de Oostertoegang. De eerste brug was een draaibrug. Deze brug was (maar) zeven meter breed met een rijdek van vijf meter breed en twee voetpaden van ieder een meter breed. Deze krapte zorgde voor het toenemend (vracht)verkeer een steeds grotere hindernis, mede doordat de draaibrug maar langzaam open- en dichtging.
In 1930 werd er een hefbrug geplaatst naar een ontwerp van bruggen-architect Piet Kramer (vormgeving) en Cornelis Biemond (techniek). De brug en het brughuisje zijn uitgevoerd in de stijl van de Amsterdamse School. Er is ook een bouwsculptuur van Jan Heijnens. De hefbrug was met een rijdek van twaalf meter aanzienlijk ruimer, de overspanning bedroeg negen meter.
In 1973 kwam er naast deze brug een nieuwe vaste betonnen verkeersbrug (brug 486), de hefbrug was alleen nog voor voetgangers en fietsers. De in zijn laatste jaren lichtgrijze brug deed dienst tot 2001. De brug paste niet in de herinrichting van de IJ-oever en moest daarom vervangen worden. De brug werd opgeslagen voor eventueel later hergebruik.
In de nieuwbouwwijk Houthavens kreeg de opgeslagen brug een nieuwe bestemming. In 2019-2020 is de hefbrug op een nieuwe locatie geplaatst tussen de Pontsteiger en het Karlskrona-eiland en heeft de naam Gevlebrug (brug 2430) gekregen. Ook het bakstenen brughuisje is naar oude tekeningen herbouwd.

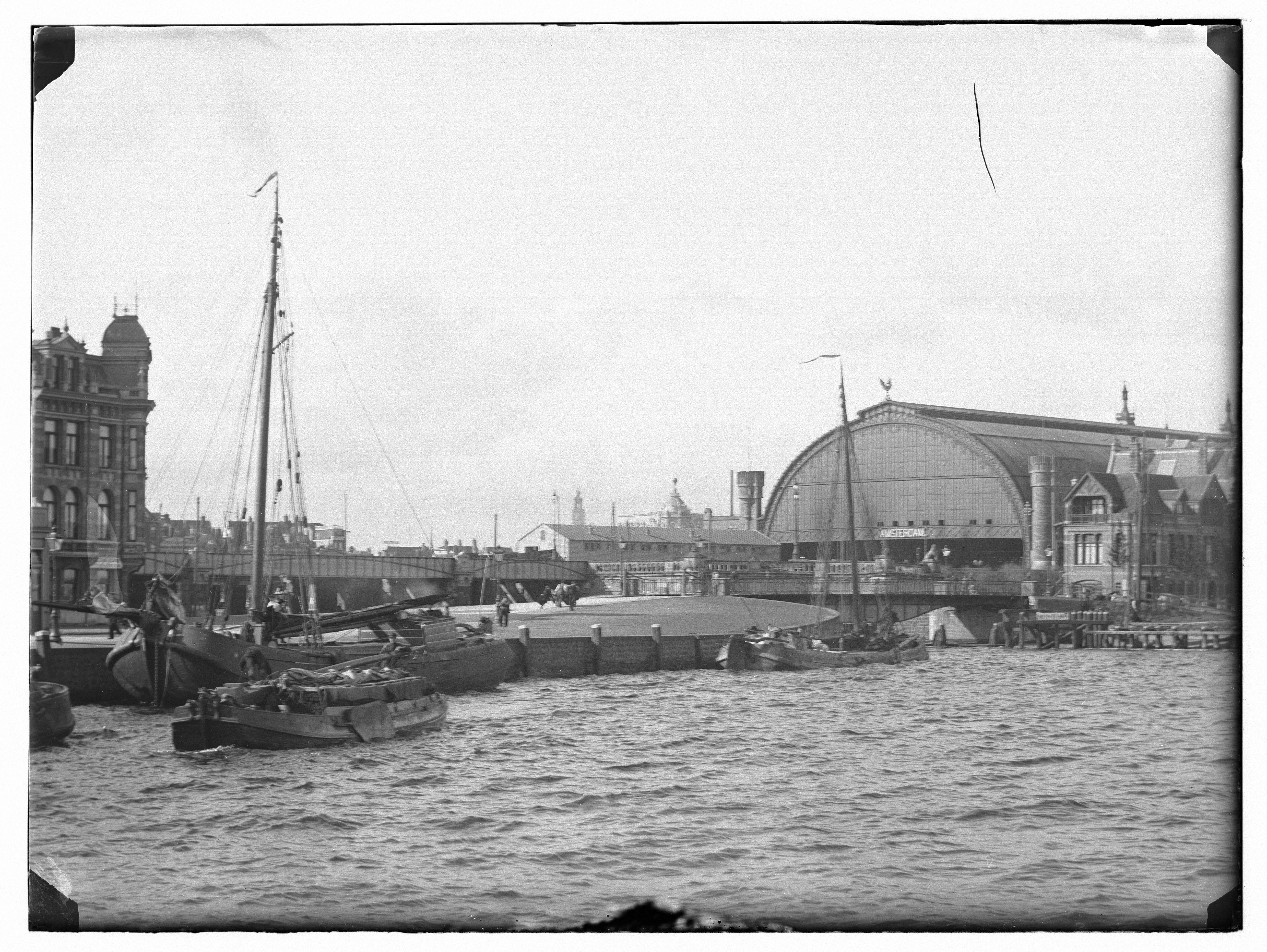
Oostertoegang met brug. Foto: Jacob Olie; voor 1905 (brug te zien voor de overkapping).
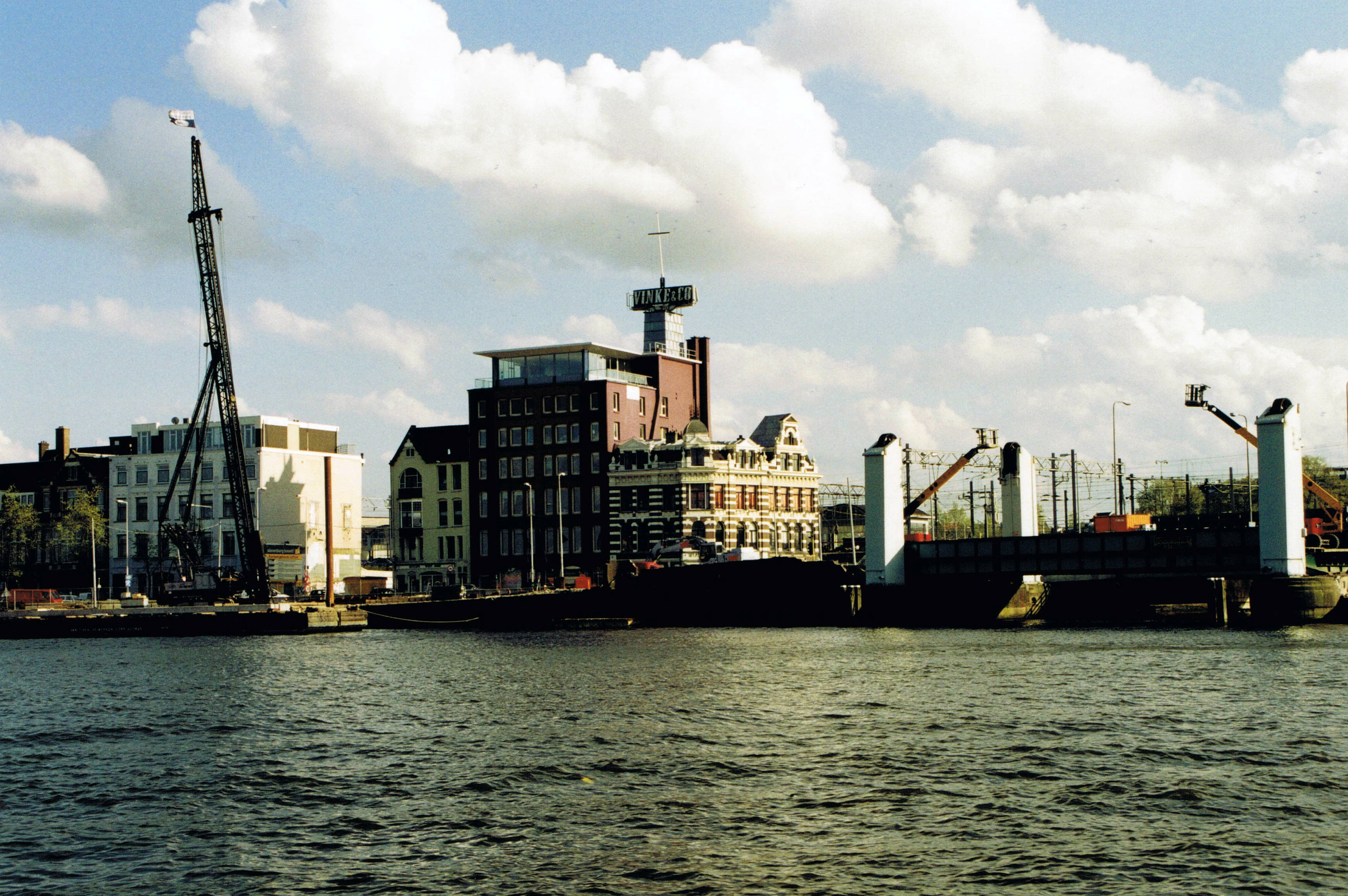
De hefbrug kort voor deze verwijderd werd; voorjaar 2001.
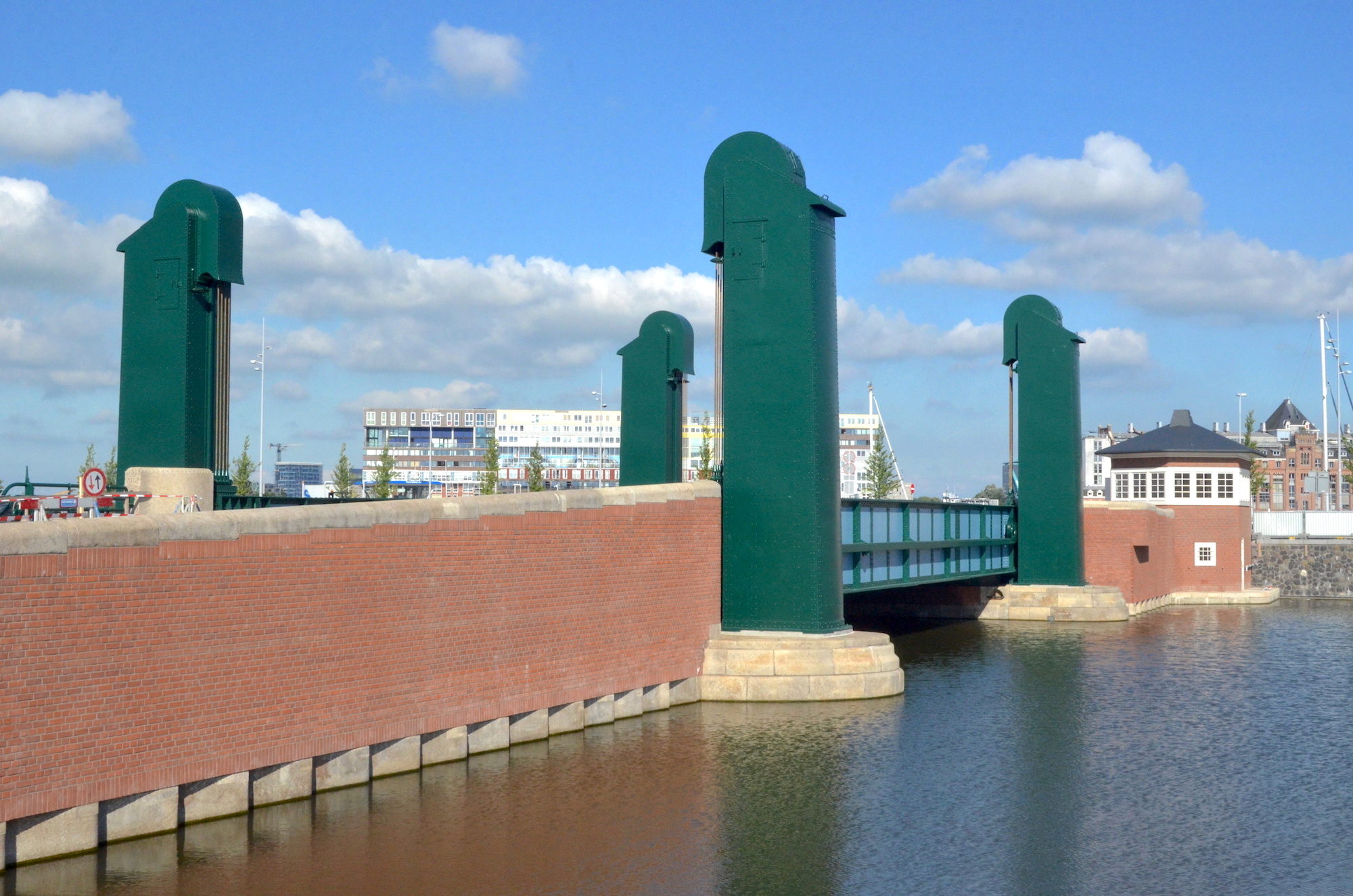
De als Gevlebrug herbouwde brug met rechts het brugwachtershuisje; juli 2020.

<<< · 200 · 201 · 202 · 203 · 204 · 205 · 206 · 207 · 208 · 209 ·  210 · 211 · 212 · 213 · 214 · 215 · 216 · 217 · 218 · 220 · 221 · 222 · 223 · 224 · 225 · 226 · 227 · 228 · 228P · 229 · 230 · 231 · 232 · 233 · 234 · 235 · 236 · 237 · 238 · 239 ·  240 · 241 · 242 · 243 · 244 · 245 · 246 · 247 · 248 · 249 ·  250 · 251 · 252 · 253 · 254 · 255 · 256 · 257 · 258 · 259 · 260 · 261 · 262 · 263 · 264 · 265 · 266 · 267 · 270 · 271 · 272 · 273 · 274 · 275 · 277 · 278 · 279 · 280 · 281 · 283 · 285 · 286 · 287 · 288 · 289 · 290 · 291 · 292 · 293 · 295 · 296 · 297 · 298 · 299 · >>>
Brugnummers 219, 268, 269, 276, 282, 284, 294 zijn niet (meer) in omloop.